# Nedvězí (Rabyně)
Nedvězí (Duits: Nedwies of Nedwies bei Rabin) is een Tsjechische plaats in de gemeente Rabyně, regio Midden-Bohemen, en maakt deel uit van het district Benešov. Het dorp ligt op 2 kilometer afstand van Rabyně.
Nedvězí telt 50 inwoners (2021).

## Geografie
Nedvězí ligt aan het Nový nedvězskýmeer.

## Geschiedenis
De eerste schriftelijke vermelding van het dorp dateert van 1362.
Tijdens de Tweede Wereldoorlog maakte Nedvězí onderdeel uit van het militaire oefenterrein van de Waffen-SS Beneschau. De inwoners moesten daarom op 15 september 1942 noodgedwongen verhuizen. Sinds 1960 is Nedvězí volledig ondergebracht bij het district Benešov.

## Verkeer en vervoer

### Autowegen
Er leidt een regionale weg naar het dorp.

### Spoorlijnen
Er is geen station in Nedvězí. Het dichtstbijzijnde station is in Krhanice, op zo'n 11,5 kilometer afstand. Dat station ligt aan spoorlijn 210 Praag - Vrané nad Vltavou - Jílové u Prahy - Týnec nad Sázavou - Čerčany. Het vervoer op de lijn begon in 1897.

### Buslijnen
Er is één bushalte bij het dorp:
| Halte           | Lijn(en) | Traject(en)                | Vervoerder(s) |
| --------------- | -------- | -------------------------- | ------------- |
| Rabyně, Nedvězí | 485      | Rabyně - Týnec nad Sázavou | CŠAD Benešov  |

## Geboren in Nedvězí
- Emanuel Leminger (1846–1931), een Tsjechisch historicus en archeoloog

## Galerij

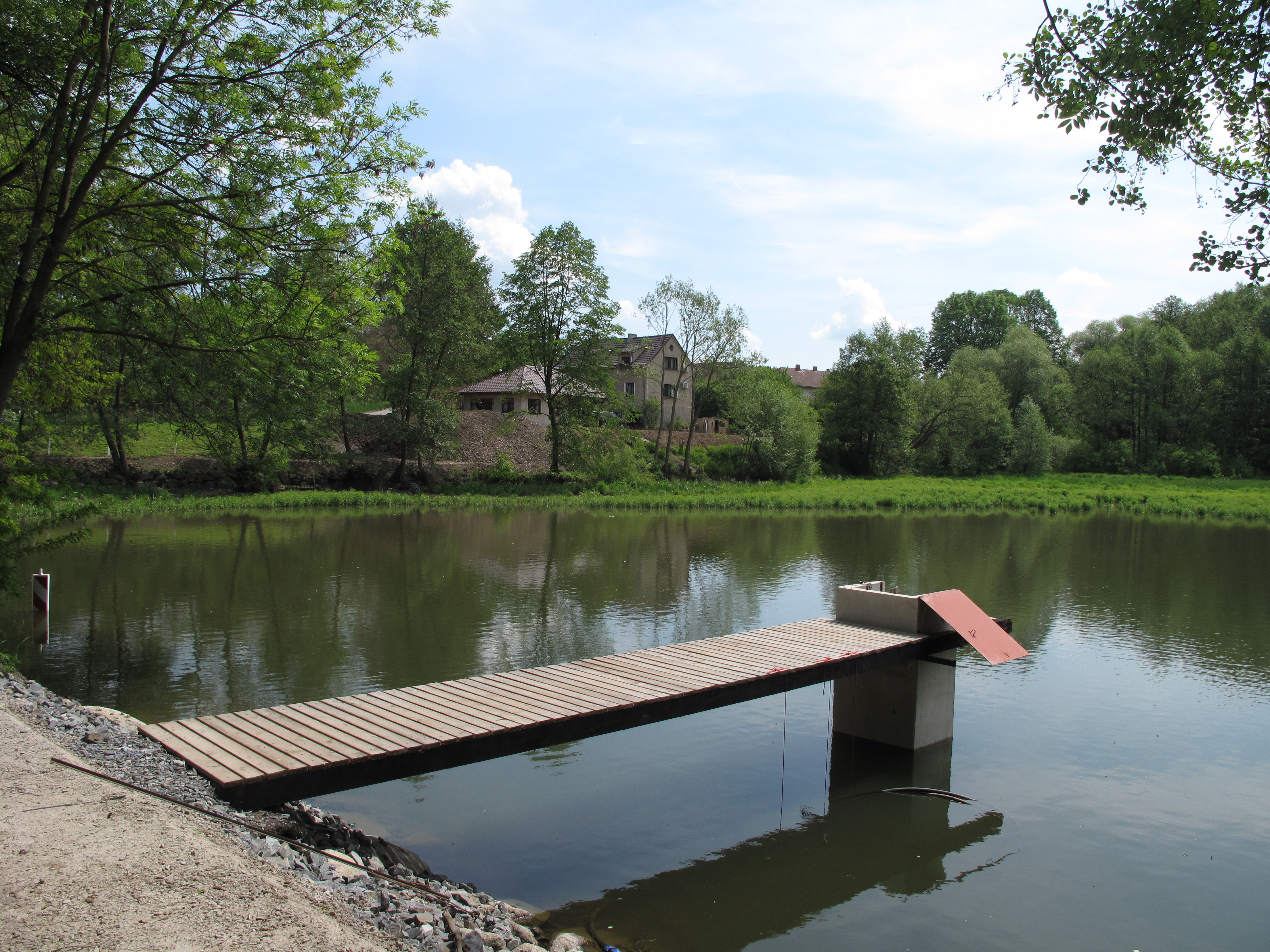
Nový nedvězskýmeer (2019)
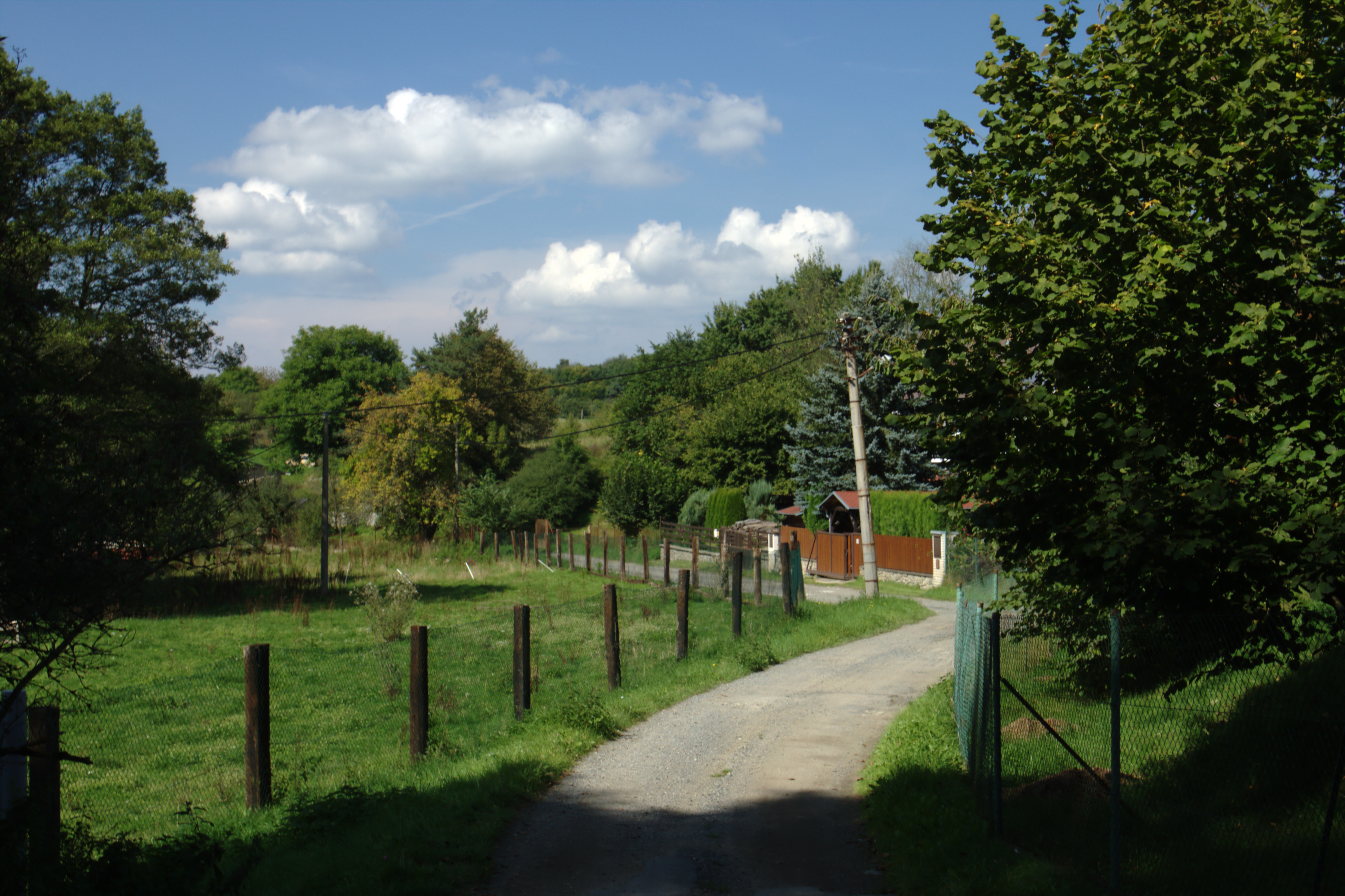
Pad door het dorp (2014)
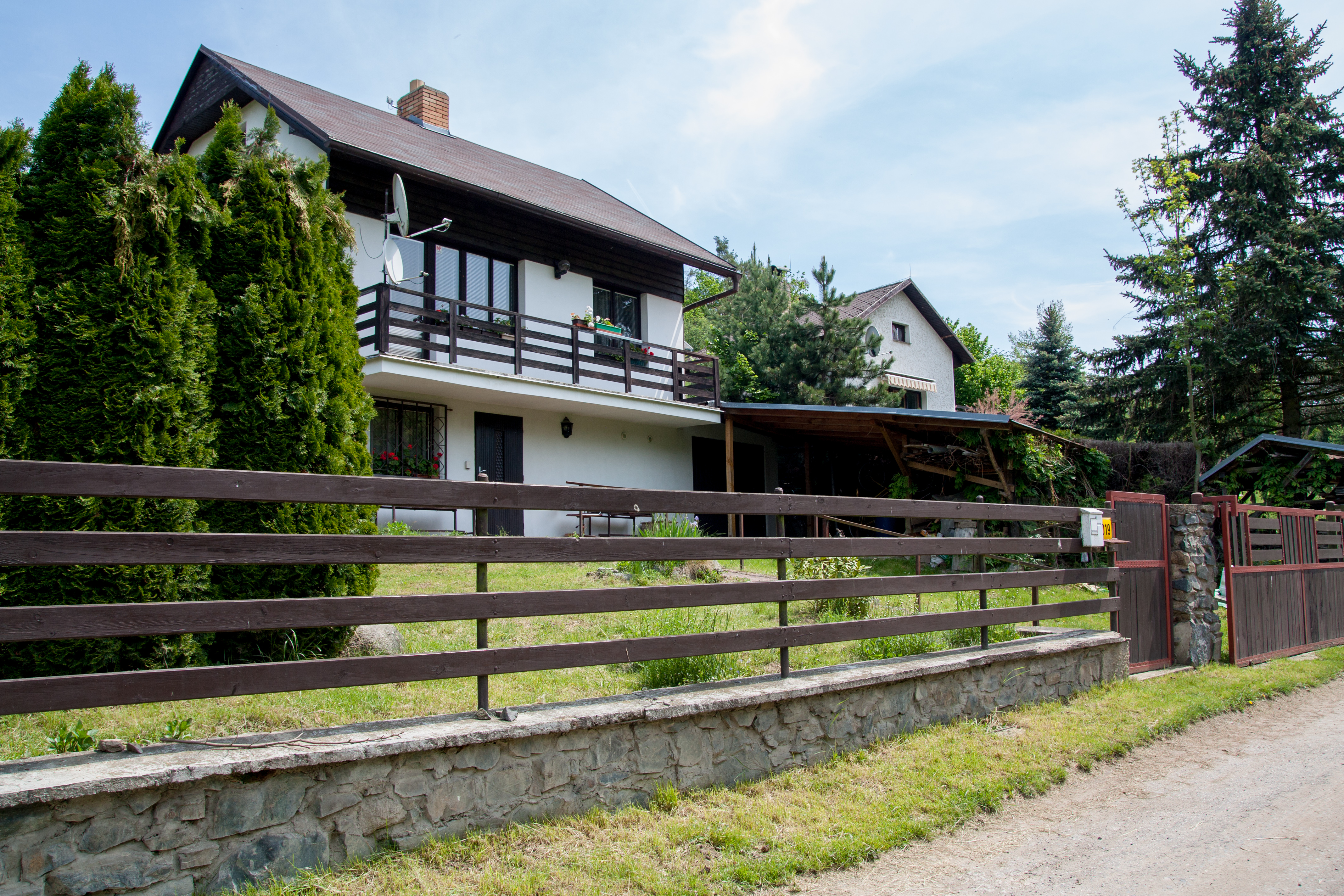
Huis in het dorp (2019)
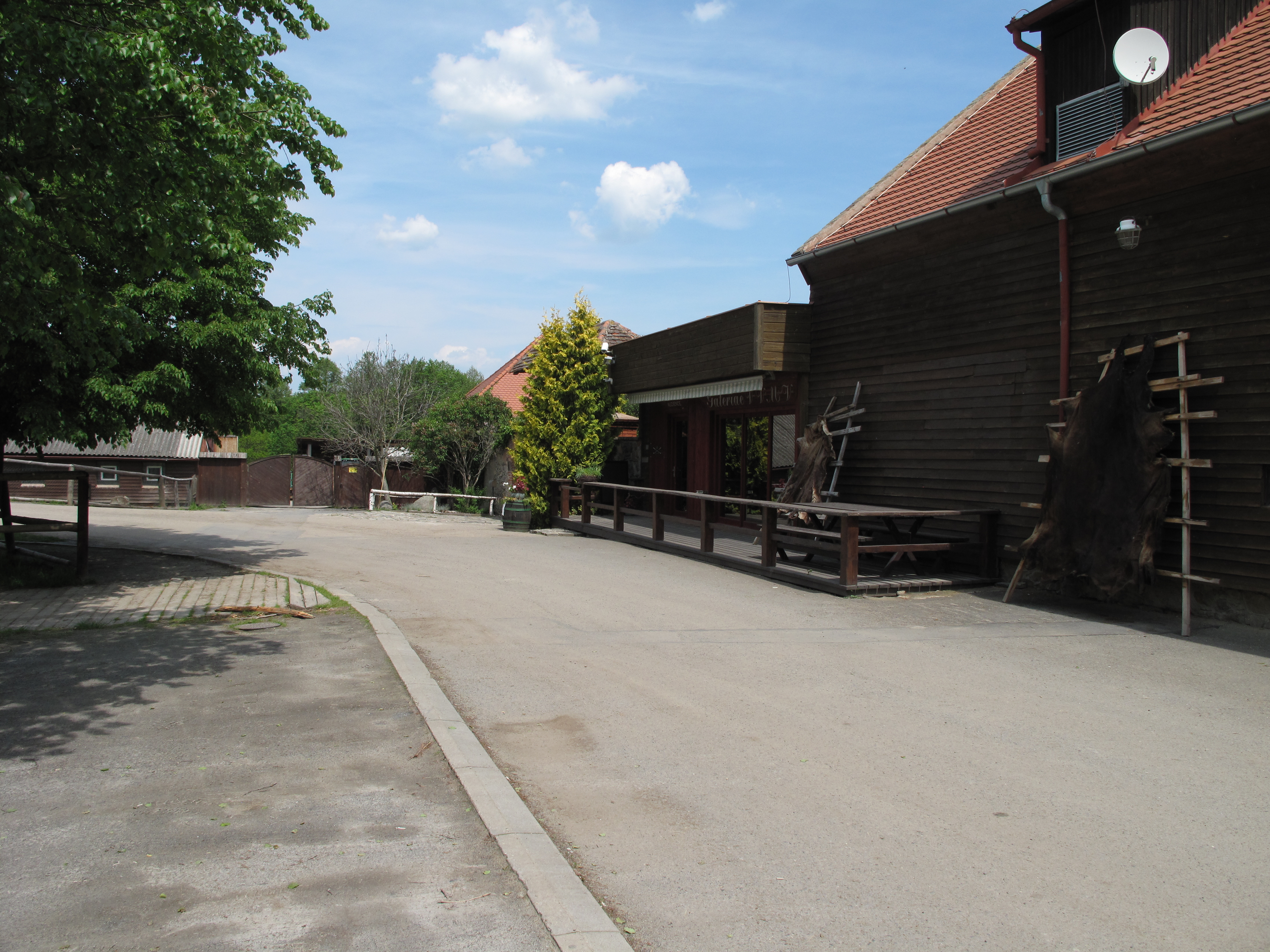
Boerderij in het dorp (2019)
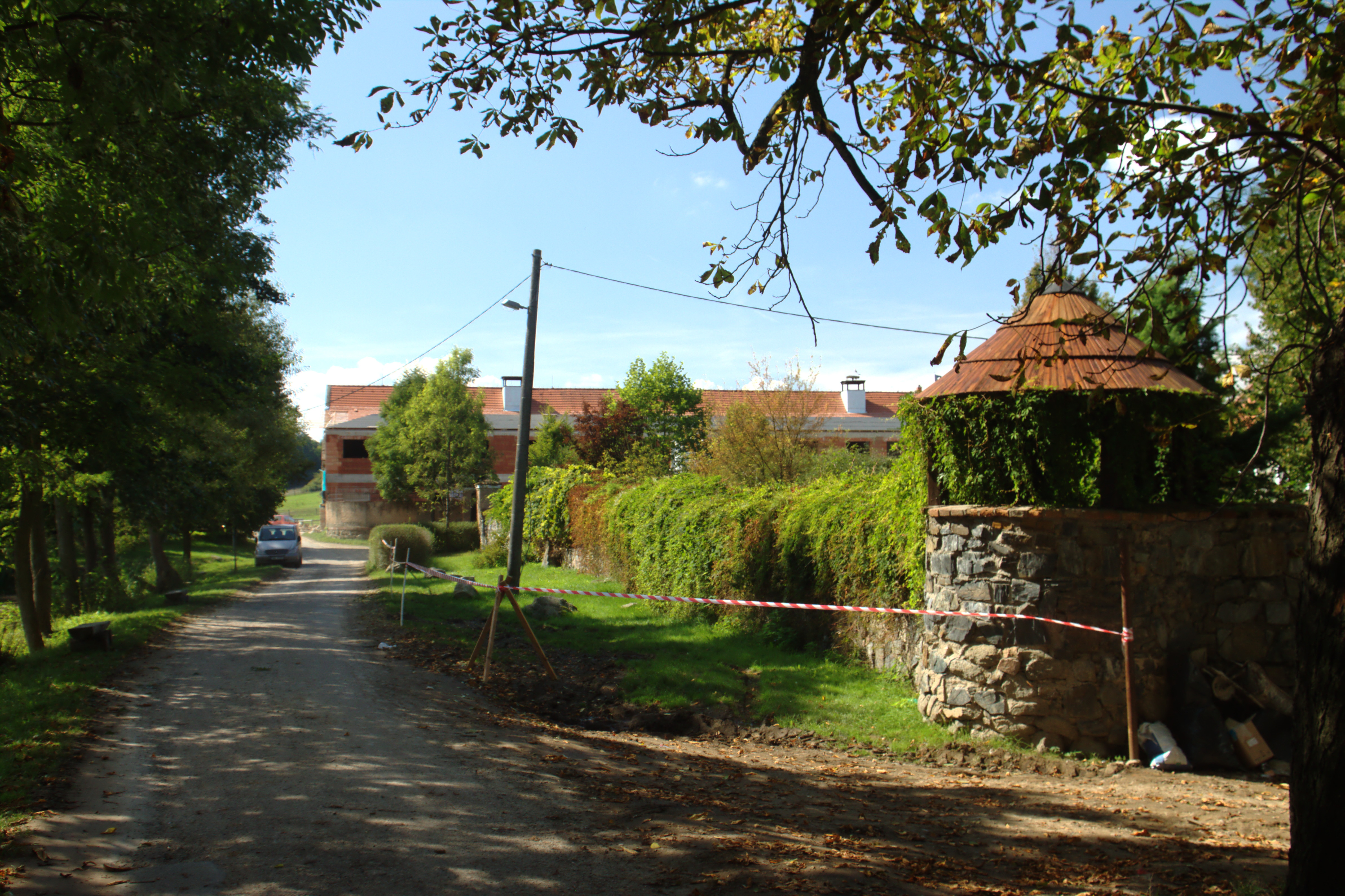
Weg naar de boerderij (2019)